# 坐原战役
坐原战役高丽史书《三国史记》中记载的一场发生在高句丽国相明临答夫与东汉玄菟郡太守耿临的一场战争。

## 165年高句丽政变
165年, 高句丽昏君次大王被高句丽大臣明临达夫弑杀后。明临达夫后拥立次大王的弟弟伯固为高句丽新君主。此次军变是高句丽历史上的第一次成功军变。明临达夫事后成为高句丽国相并成为高句丽历史上的第一位国相。据记载明临达夫为贤明之人，在其任职期间高句丽在政治、经济和军事方面都得到提高。

## 坐原战役
据《后汉书》、《三国志》和《三国史记》记载，公元169年汉玄菟郡太守耿临攻高句丽，新大王臣服玄菟 。
据《三国史记》记载，高句丽新大王八年(公元172年)，耿临再次率领军队攻打高句丽。为抵御玄菟郡太守耿临的入侵，明临达夫下令在高句丽都城周围修建护城河并修建多个城堡其中之一位于坐原。东汉军队到达坐原后，将城堡团团围住。东汉围攻数日后，损兵折将仍无法拿下坐原。正当东汉准备撤军之时，明临达夫趁势率领高句丽的军队对东汉残兵乘胜追击。据《三国史记》记载，东汉“大败，匹马不反” 。

## 后续
179年，113岁高龄的明临达夫逝世。

## 存疑
由于除了《三国史记》外，其他的史书都没有任何相关记载。对这个时间附近的事件，《三国志》仅说高句丽王高伯固请求归玄菟郡管辖 。 按《三国史记》所记载此战又有规模相当，被其他史料漏载的可能性非常小，因此这场战役的真实性受到怀疑。